# Cephalophus nigrifrons
Céphalophe à front noir
Espèce
Statut de conservation UICN

 LC  : Préoccupation mineure
Cephalophus nigrifrons, le Céphalophe à front noir, est une espèce africaine de mammifères de la famille des Bovidae.

## Répartition
Ce taxon se rencontre en Angola, au Burundi, au Cameroun, au Gabon, en Guinée équatoriale, au Kenya, au Nigeria, en Ouganda, au Rwanda, en République centrafricaine, en République du Congo et en république démocratique du Congo.

## Liste des sous-espèces
Selon GBIF (28 mai 2024) :
- Cephalophus nigrifrons fosteri St.Leger, 1934
- Cephalophus nigrifrons hooki St.Leger, 1934
- Cephalophus nigrifrons hypoxanthus Grubb & Groves, 2002
- Cephalophus nigrifrons kivuensis Lönnberg, 1919
- Cephalophus nigrifrons nigrifrons Gray, 1871
- Cephalophus nigrifrons rubidus Thomas, 1901

À noter que la sous-espèce Cephalophus nigrifrons hypoxanthus est parfois considérée comme une espèce à part entière sous le taxon Cephalophus hypoxanthus. 

## Classification
Le nom valide complet (avec auteur) de ce taxon est Cephalophus nigrifrons Gray, 1871.
Ce taxon porte en français les noms vernaculaires ou normalisés suivants : Céphalophe à front noir,.